# Górka (Trzebinia)
Górka – osiedle miasta Trzebinia, w powiecie chrzanowskim, w województwie małopolskim.
Na terenie osiedla Górka znajdują się zakłady cementowe Górka Cement należące do grupy Mapei.
1 stycznia 1942 Niemcy włączyli Górkę do Trzebini.
W 1954 części Górki – Berezkę i Miechów – włączono do Trzebini.